# Blau-weisse Hefte
Blau-weisse Hefte war eine Heftreihe, die gegen Ende des Zweiten Weltkriegs im Münsterverlag erschien. Im Format der populären Heftromane gehalten, gehört diese Ausgabe zur sogenannten guten Jugendliteratur.

## Editionsgeschichte
Diese Hefte wurden, vor allem in Österreich und der Schweiz, von verschiedenen Organisationen herausgegeben, um ein Gegenstück zu den normalen „Schund-Heften“ zu bilden. Auch versuchten sich einzelne Verlage, ohne direkte Unterstützung literarischer Organisationen, mit dieser Form von guter Jugendliteratur an den Kiosken, wie hier der Basler Münsterverlag.
Die Blau-weissen Hefte liefen von 1944 bis 1945. Sie bestanden 31 oder 34 Ausgaben. Neben weniger deutlich anspruchsvollerer Literatur kamen hier auch Klassiker der phantastischen und Abenteuerliteratur zum Abdruck. Neben Adelbert von Chamisso waren auch Geschichten von Friedrich Gerstäcker und Edgar Allan Poe dabei. Auch Autoren wie E. T. A. Hoffmann, deren Werke dem Unterhaltungsroman zugeordnet wurden und keinerlei Bildungsanspruch hatten, waren mit ihren Werken vertreten.
Die kleinformatigen Hefte waren 48–66 Seiten stark, hatten ein in schwarz-weiss (mit blauem Hintergrund) gehaltenes Titelbild und kosteten 45 Rappen.

## Intention dieser Reihe
Widmete man sich auch nicht direkt der, anderen Organisationen überlassenen, 'Schundheftbekämpfung', verfolgte der Verlag doch den Anspruch nach den aufwühlenden Geschehnissen des Tages, die glückliche Harmonie des Gemütes zurückzugeben. Entsprechend wenig reißerisch war dann auch die Werbung: dem Reisenden wollen sie nach langer Fahrt, nach aufregenden Verhandlungen Befreiung und Lösung aus der beruflichen Gedankenwelt bringen. Den jungen Mann, die berufstätige Tochter werden sie auf der Heimkehr von der einseitigen Tätigkeit im Büro oder der Arbeitsstätte je nach Stimmung in atemberaubender, spannender oder froher Weise den befreienden seelischen Ausgleich finden lassen.

## Erschienene Hefte
| #  | Autor                  | Titel | Jahr |
| -- | ---------------------- | --- | ---- |
| 01 | Gabriel Ferry          | Der Perlenfischer von Esperitu Santo                                                                                              | 1944 |
| 02 | Johannes Eigenthal     | Der Brudermord des Grafen von Toggenburg                                                                                          | 1944 |
| 03 | Prosper Mérimée        | Das Sklavenschiff | 1944 |
| 04 | Albert Attinger        | Auf verlorenem Posten | 1944 |
| 05 | Theodor Neuhaus        | Abenteuer unter dem Eis: einer Episode aus Jules Vernes Roman „20.000 Meilen unter dem Meer“ frei nacherzählt von Theodor Neuhaus | 1944 |
| 06 | Gabriel Ferry          | Cajetano, der Schmuggler | 1944 |
| 07 | Curt Siegfried Uhlig   | Die Cremoneser Geig | 1944 |
| 08 | Markus Borren-Lötscher | Der Läufer von Bern | 1944 |
| 09 | Johann Peter Lötscher  | Sturm und Sonne über Carschenna                                                                                                   | 1944 |
| 10 | Curt Siegfried Uhlig   | Der gläserne Mörder | 1944 |
| 11 | W.O. von Horn          | Das Erdbeben von Lissabon | 1944 |
| 12 | Friedrich Gerstäcker   | Die Flucht über die Kordilleren                                                                                                   | 1944 |
| 13 | Paul Heyse             | Der verlorene Sohn | 1944 |
| 14 | Wilhelm Raabe          | Die schwarze Galeere | 1944 |
| 15 | Johann Peter Lötscher  | Pompejus Plantas Ende | 1944 |
| 16 | Edgar Allan Poe        | Der Doppelmord in der Rue Morgue                                                                                                  | 1944 |
| 17 | Theodor Storm          | John Riew | 1944 |
| 18 | Heinrich von Kleist    | Die Verlobung in St. Domingo | 1944 |
| 19 | E.T.A. Hoffmann        | Doge und Dogaresse | 1944 |
| 20 | Adelbert von Chamisso  | Peter Schlemihls wundersame Geschichte                                                                                            | 1944 |
| 21 |                        | | 1944 |
| 22 | Friedrich Halm         | Die Erbtochter | 1944 |
| 23 | Elizabeth Gaskell      | Der Herrschaftsdiener | 1944 |
| 24 | Theodor Storm          | Eekenhof | 1944 |
| 25 | Emil Lötscher          | Bei Sempach der kleinen Stadt | 1945 |
| 26 | Giuseppe Giacosa       | Die Konkurrenz | 1945 |
| 26 | Ferdinand von Saar     | Ginevra | 1945 |
| 27 | Jakob Frey             | Verbrecher in Gedanken | 1945 |
| 28 | Stephan Milow          | Marzia | 1945 |
| 29 | Gottfried Keller       | Kleider machen Leute | 1945 |
| 30 |                        | | 1945 |
| 31 | Prosper Mérimée        | Die Venus von Ille | 1945 |
| 32 | Emile Zola             | Nantas | 1945 |
| 33 | Ernst Zahn             | Der Diebstahl | 1945 |